# Fraxinus potosina
Fraxinus potosina — вид квіткових рослин з родини маслинових (Oleaceae).

## Опис
Цей вид дерев або кущів виростає до 2–2.5 м у висоту і приурочений до субтропічних/тропічних сухих чагарників на гіпсових ґрунтах.

## Поширення
Зростає в Північній Америці: Мексика (Сан-Луїс-Потосі).
Гіпс Guaxcamá є справді особливим місцем у флористичному плані, наповненим багатьма іншими локалізованими ендеміками. Ця флора заслуговує на моніторинг і охорону.

## Використання
Немає інформації про використання та торгівлю цим видом.